# Піскулец
Піскулец (рум. Pisculeț) — село у повіті Долж в Румунії. Входить до складу комуни Піску-Векі.
Село розташоване на відстані 244 км на захід від Бухареста, 74 км на південний захід від Крайови.

## Населення
За даними перепису населення 2002 року у селі проживали 357 осіб, усі — румуни. Усі жителі села рідною мовою назвали румунську.